# Euxoa corsicola
Euxoa corsicola là một loài bướm đêm trong họ Noctuidae.